# Плотично (Ленінградська область)
Плотично (рос. Плотично) — присілок у Подпорозькому районі Ленінградської області Російської Федерації.
Населення становить 13 осіб. Належить до муніципального утворення Подпорозьке міське поселення.

## Історія
Згідно із законом від 1 вересня 2004 року № 51-оз належить до муніципального утворення Подпорозьке міське поселення.

## Населення
| 1873 | 1885 | 1905 | 1927 | 1961 | 1997 | 2007 |
| ---- | ---- | ---- | ---- | ---- | ---- | ---- |
| 342  | ↘310 | ↗490 | ↗639 | ↘238 | ↘17  | ↘14  |
| 2010 |      |      |      |      |      |      |
| ↘13  |      |      |      |      |      |      |